# Tarusa
Tarusa (in russo Таруса?) è una cittadina della Russia europea, nell'Oblast' di Kaluga, situata a circa 70 km da Kaluga alla confluenza del Tarusa nell'Oka.
Fondata nel 1246, è capoluogo del rajon Tarusskij.

## Etimologia del nome
Il nome deriva dal fiume Tarusa, un affluente dell'Oka. . 

## Cultura e Arte

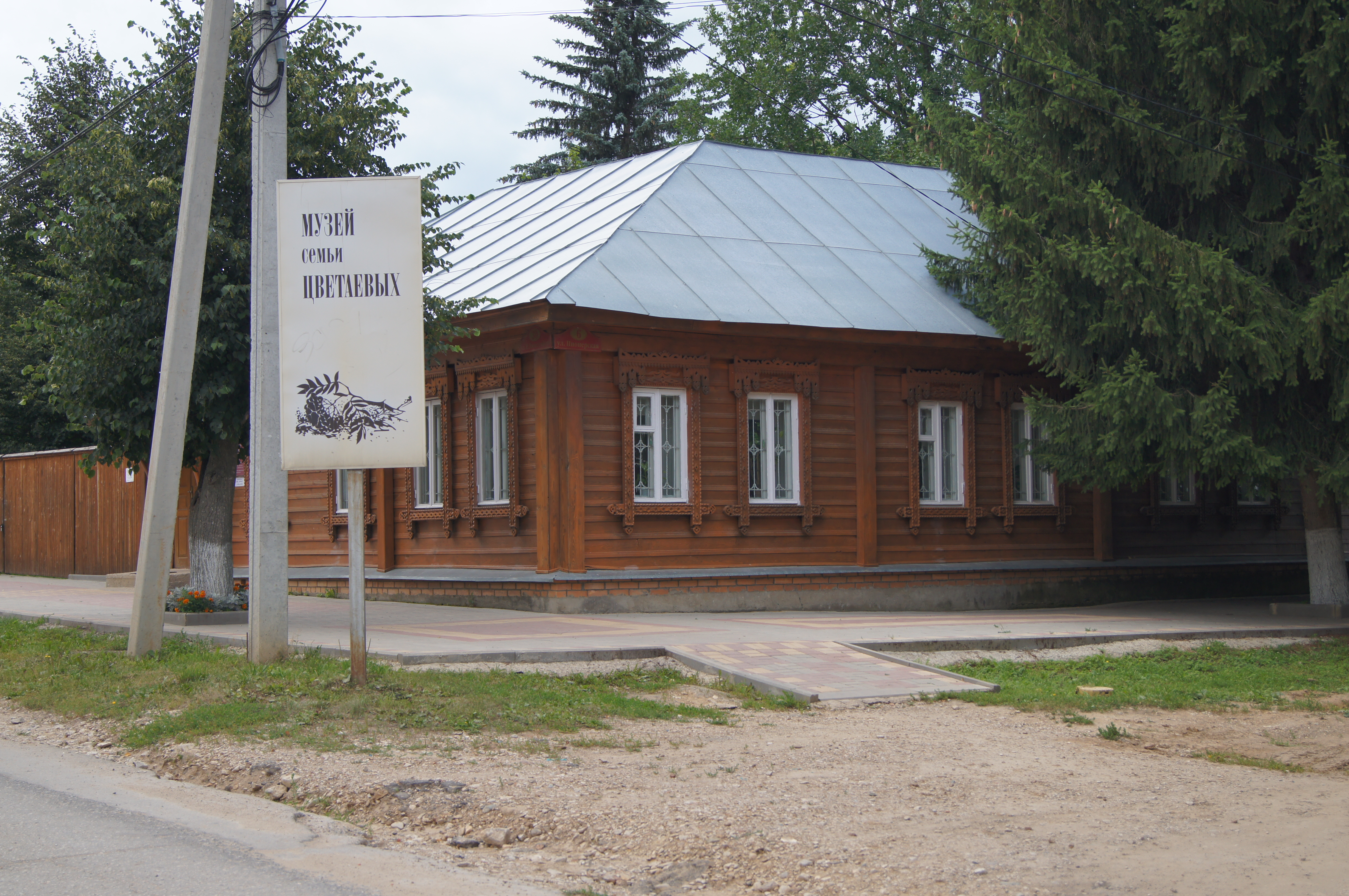
Museo Marina Cvetaeva a Tarusa

Su un colle nei pressi della città vi è la tomba del pittore Viktor Ėl'pidiforovič Borisov-Musatov (1870-1905), che qui si spense.

## Economia
Tarusa ospita una fabbrica di ceramiche artistiche, una sezione dell'Istituto Russo di Ricerca Spaziale e una latteria.

## Cimiteri
Tarusa ha due cimiteri: il Vecchio Cimitero e il Nuovo Cimitero. Lo scrittore Konstantin Paustovsky, lo scultore Vasilij Vatagin, la figlia di Marina Cvetaeva Ariadna Èfron, il pittore Eduard Steinberg, l'architetto Sergej Krutilin e la scrittrice Nadežda Krandievskaja sono sepolti nel Vecchio Cimitero.